# Verlhac-Tescou
Verlhac-Tescou è un comune francese di 480 abitanti situato nel dipartimento del Tarn e Garonna nella regione dell'Occitania.

## Società

### Evoluzione demografica
Abitanti censiti